# Beta Equulei
Désignations
Beta Equulei, (β Equulei / β Equ), est une étoile solitaire de la constellation boréale du Petit Cheval. Elle est faiblement visible à l'oeil nu avec une magnitude apparente visuelle de 5,15. La parallaxe annuelle est de 24,55 mas, ce qui correspond à une distance d'environ 133 années-lumière du Soleil.
C'est une étoile blanche de la séquence principale de type spectral A3 V. Son rayon est égal à environ quatre fois celui du Soleil et sa température effective est d'environ 9000 K. Elle est âgée d'environ 600 millions d'années et elle tourne sur elle-même avec une vitesse de rotation projetée de 58 km/s. L'étoile émet un excès d'infrarouge indiquant la présence d'un disque de débris poussiéreux. La température moyenne de la poussière est de 85 K, indiquant que le demi-grand axe de son orbite vaut 104 ua.
β Equulei possède quatre compagnons optiques. Ils ne sont pas physiquement associés avec l'étoile décrite plus haut.